# عثمان بن عفان (قرية)
قرية عثمان بن عفان هي إحدى القرى التابعة لمركز بدر في محافظة البحيرة في جمهورية مصر العربية. حسب إحصاءات سنة 2006، بلغ إجمالي السكان في عثمان بن عفان 2640 نسمة، منهم 1453 رجل و1187 امرأة.